# 하이 롤러 (대관람차)

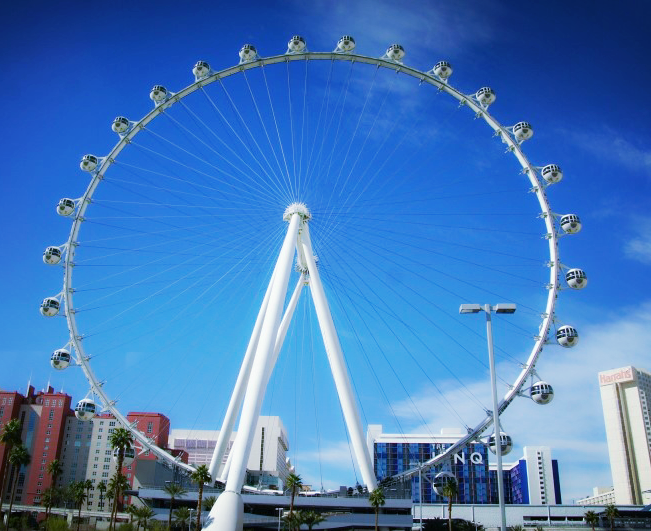
하이 롤러 (라스베이거스의 대관람차)

하이 롤러(High Roller)는 미국 라스베이거스의 더 링크(The LinQ) 호텔 소유의 대관람차이다. 2013년에 완공되었으며 관광과 도박의 도시 라스베이거스에 어울리는 이름(하이 롤러)을 가지고 있다. 높이는 550피트로 세계에서 가장 높고 큰 대관람차로 기네스북에 등재되었으며, 라스베이거스 스트립(Las Vegas Strip)에서 얼마 떨어져 있지 않은 곳에 위치한다. 이 대관람차는 냉방장치가 달려있는 28개의 pod로 구성되어 있으며, 한 pod 당 최대 40명이 탑승 가능하다. 각각의 pod에 설치되어 있는 8개의 모니터 스크린에서는 여러 가지 영상과 음악이 나온다. 멈추는 일 없이 항상 1 ft/sec의 느린 속도로 회전하기 때문에 승객들이 pod에 타고 내리는 것에 지장이 없으며, 한 바퀴를 다 도는 데에는 30여분이 걸린다.

## 티켓 가격
- 6시 이전, 성인 $26.95
- 6시 이후, 성인 $36.95
- 6시 이전, 청소년 $16.95
- 6시 이후, 청소년 $26.95
- 12살 이하 무료

## 사진

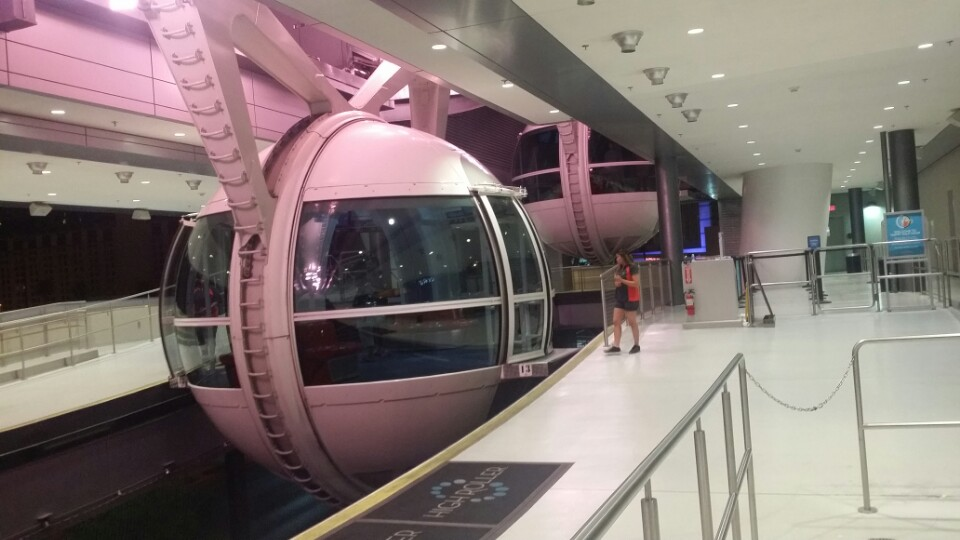
하이 롤러의 pod에 타고 내리는 장소
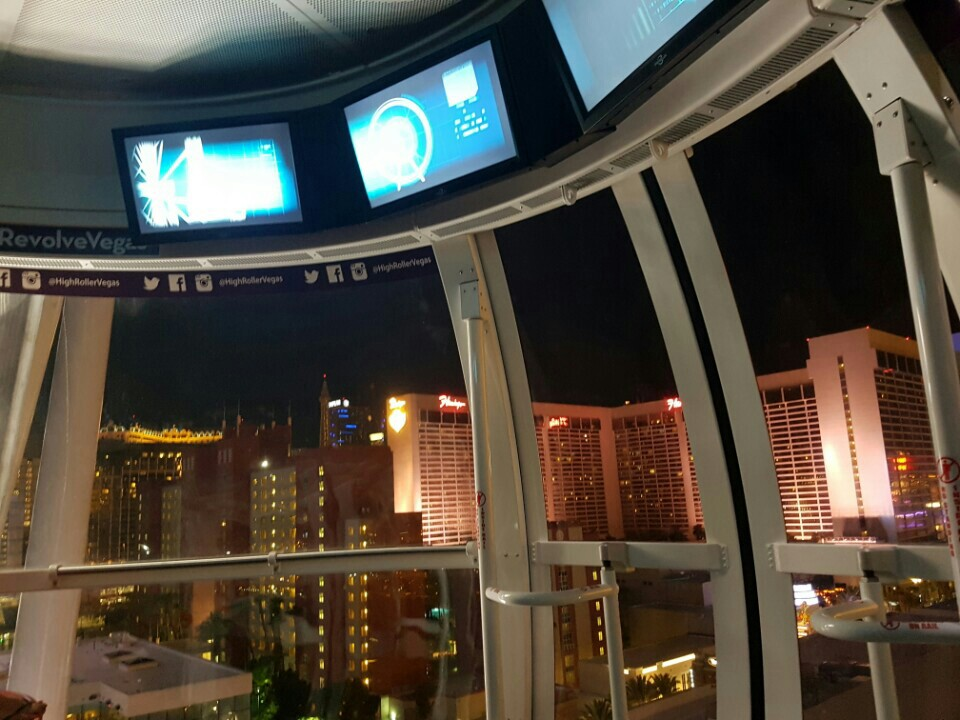
하이 롤러 pod의 내부. 모니터 스크린이 설치되어 있다.
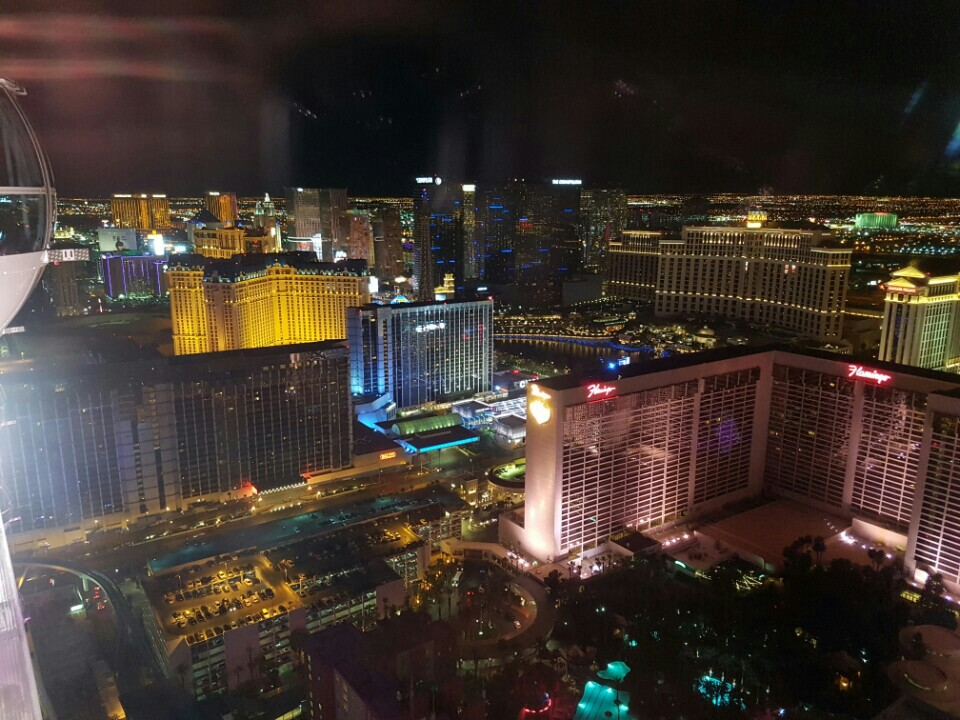
하이 롤러에서 내려다 본 라스베이거스의 야경

## 같이 보기
- 하이 롤러 (라스베이거스의 롤러코스터)